# Шикин, Николай Михайлович
Никола́й Миха́йлович Ши́кин (20 октября 1913, дер. Марьевка, Пензенская губерния — 15 марта 1953, там же) — командир взвода 127-го гвардейского отдельного сапёрного батальона 121-й гвардейской стрелковой дивизии 3-й армии Белорусского фронта, гвардии старший сержант. Герой Советского Союза.

## Биография
Родился 7 октября 1913 года в деревне Марьевка в крестьянской семье.
Окончил 4 класса. Работал трактористом в колхозе.
В Красной Армии в 1935-37 годах и с июля 1941 года. В действующей армии с декабря 1941 года. Член ВКП(б)/КПСС с 1942 года.
Командир взвода 127-го гвардейского отдельного сапёрного батальона гвардии старший сержант Николай Шикин в ночь на 22 ноября 1943 года у деревне Студенец Кормянского района Гомельской области Белоруссии под огнём неприятеля проделал четыре прохода в минном поле противника, провёл советскую пехоту, ворвался во вражеские траншеи, в штыковом бою уничтожил четырёх вражеских солдат, захватил пулемёт, связками гранат подорвал два дзота.
Указом Президиума Верховного Совета СССР «О присвоении звания Героя Советского Союза генералам, офицерскому, сержантскому и рядовому составу Красной Армии» от 15 января 1944 года за «образцовое выполнение боевых заданий командования на фронте борьбы с немецкими захватчиками и проявленными при этом отвагу и геройство» гвардии старшему сержанту Шикину Николаю Михайловичу присвоено звание Героя Советского Союза с вручением ордена Ленина и медали «Золотая Звезда». 
Награждён орденами Отечественной войны 1-й степени, Красной Звезды, медалями.
С 1945 года младший лейтенант Шикин Н. М. — в отставке. Работал председателем колхоза на родине.
Скончался 20 марта 1953 года, на 40-м году жизни. Первоначально был похоронен в деревне Марьевка Никольского района Пензенской области.
В 2010 году, по инициативе дочери Героя, пензенскими властями было принято решение перенести прах Николая Шикина в город Пензу, где проживают его родственники (деревня Марьевка уже нежилая и заброшенная). 29 июля 2010 года Герой Советского Союза был с воинскими почестями перезахоронен на Аллее славы Новозападного кладбища. К новой могиле возложили венки от родственников и местных властей. На могиле был установлен новый памятник.

## Память
- Бюст Героя установлен в городе Никольск Пензенской области.

Бюст Шикина на Центральной площади г. Никольска Пензенской области.
Памятник на могиле Николая Шикина на Аллее славы Новозападного кладбища Пензы.